# 11e étape du Tour de France 2003
Pour un article plus général, voir Tour de France 2003.
La 11e étape étape du Tour de France 2003 s'est déroulée le 16 juillet 2003 entre Narbonne et Toulouse sur un parcours de 153,5 km. Elle a été remportée en solitaire par l'Espagnol Juan Antonio Flecha. L'Américain Lance Armstrong conserve le maillot jaune.

## Profil et parcours
Les 52,5 derniers kilomètres se déroule en Haute-Garonne. La dernière arrivée à Toulouse remontait à 1985.

## Classement de l'étape
| \| Classement de l'étape \| Classement de l'étape \| Classement de l'étape \| Classement de l'étape \| Classement de l'étape \| \| Coureur \| Coureur \| Pays \| Équipe \| Temps \| \| --------------------- \| --------------------- \| --------------------- \| ------------------------------- \| --------------------- \| \| 1er \| Juan Antonio Flecha \| Espagne \| iBanesto.com \| 3 h 29 min 33 s \| \| 2e \| Bram de Groot \| Pays-Bas \| Rabobank \| + 4 s \| \| 3e \| Isidro Nozal \| Espagne \| ONCE-Eroski \| + 4 s \| \| 4e \| Íñigo Cuesta \| Espagne \| Cofidis-Le Crédit par Téléphone \| + 15 s \| \| 5e \| Carlos Da Cruz \| France \| Fdjeux.com \| + 23 s \| \| 6e \| Stuart O'Grady \| Australie \| Crédit Agricole \| + 23 s \| \| 7e \| Nicolas Portal \| France \| AG2R Prévoyance \| + 23 s \| \| 8e \| Michael Rogers \| Australie \| Quick Step-Davitamon \| + 23 s \| \| 9e \| Robbie McEwen \| Australie \| Lotto-Domo \| + 42 s \| \| 10e \| Baden Cooke \| Australie \| Fdjeux.com \| + 42 s \| |                     |           |                                 |                 |
| |                     |           |                                 |                 |
| |                     |           |                                 |                 |
| Classement de l'étape |                     |           |                                 |                 |
| Coureur | Coureur             | Pays      | Équipe                          | Temps           |
| 1er | Juan Antonio Flecha | Espagne   | iBanesto.com                    | 3 h 29 min 33 s |
| 2e | Bram de Groot       | Pays-Bas  | Rabobank                        | + 4 s           |
| 3e | Isidro Nozal        | Espagne   | ONCE-Eroski                     | + 4 s           |
| 4e | Íñigo Cuesta        | Espagne   | Cofidis-Le Crédit par Téléphone | + 15 s          |
| 5e | Carlos Da Cruz      | France    | Fdjeux.com                      | + 23 s          |
| 6e | Stuart O'Grady      | Australie | Crédit Agricole                 | + 23 s          |
| 7e | Nicolas Portal      | France    | AG2R Prévoyance                 | + 23 s          |
| 8e | Michael Rogers      | Australie | Quick Step-Davitamon            | + 23 s          |
| 9e | Robbie McEwen       | Australie | Lotto-Domo                      | + 42 s          |
| 10e | Baden Cooke         | Australie | Fdjeux.com                      | + 42 s          |

## Classement général
| \| Classement général \| Classement général \| Classement général \| Classement général \| Classement général \| \| Coureur \| Coureur \| Pays \| Équipe \| Temps \| \| ------------------ \| -------------------- \| ------------------ \| ----------------------------- \| ------------------ \| \| 1er \| Lance Armstrong \| États-Unis \| US Postal Service-Berry Floor \| DQ \| \| 2e \| Alexandre Vinokourov \| Kazakhstan \| Telekom \| + 21 s \| \| 3e \| Iban Mayo \| Espagne \| Euskaltel-Euskadi \| + 1 min 02 s \| \| 4e \| Francisco Mancebo \| Espagne \| iBanesto.com \| + 1 min 37 s \| \| 5e \| Tyler Hamilton \| États-Unis \| CSC \| + 1 min 52 s \| \| 6e \| Jan Ullrich \| Allemagne \| Team Bianchi \| + 2 min 10 s \| \| 7e \| Ivan Basso \| Italie \| Fassa Bortolo \| + 2 min 25 s \| \| 8e \| Roberto Heras \| Espagne \| US Postal Service-Berry Floor \| + 2 min 28 s \| \| 9e \| Haimar Zubeldia \| Espagne \| Euskaltel-Euskadi \| + 3 min 25 s \| \| 10e \| Denis Menchov \| Russie \| iBanesto.com \| + 3 min 45 s \| |                      |            |                               |              |
| |                      |            |                               |              |
| |                      |            |                               |              |
| Classement général |                      |            |                               |              |
| Coureur | Coureur              | Pays       | Équipe                        | Temps        |
| 1er | Lance Armstrong      | États-Unis | US Postal Service-Berry Floor | DQ           |
| 2e | Alexandre Vinokourov | Kazakhstan | Telekom                       | + 21 s       |
| 3e | Iban Mayo            | Espagne    | Euskaltel-Euskadi             | + 1 min 02 s |
| 4e | Francisco Mancebo    | Espagne    | iBanesto.com                  | + 1 min 37 s |
| 5e | Tyler Hamilton       | États-Unis | CSC                           | + 1 min 52 s |
| 6e | Jan Ullrich          | Allemagne  | Team Bianchi                  | + 2 min 10 s |
| 7e | Ivan Basso           | Italie     | Fassa Bortolo                 | + 2 min 25 s |
| 8e | Roberto Heras        | Espagne    | US Postal Service-Berry Floor | + 2 min 28 s |
| 9e | Haimar Zubeldia      | Espagne    | Euskaltel-Euskadi             | + 3 min 25 s |
| 10e | Denis Menchov        | Russie     | iBanesto.com                  | + 3 min 45 s |

## Classements annexes
| Classement par points | Classement par points | Classement par points | Classement par points | Classement par points |
| Coureur               | Coureur               | Pays                  | Équipe                | Points                |
| --------------------- | --------------------- | --------------------- | --------------------- | --------------------- |
| 1er                   | Baden Cooke           | Australie             | Fdjeux.com            | 156 pts               |
| 2e                    | Robbie McEwen         | Australie             | Lotto-Domo            | 148 pts               |
| 3e                    | Erik Zabel            | Allemagne             | Telekom               | 126 pts               |
| 4e                    | Stuart O'Grady        | Australie             | Crédit Agricole       | 122 pts               |
| 5e                    | Thor Hushovd          | Norvège               | Crédit Agricole       | 120 pts               |

| Classement par points | Classement par points | Classement par points | Classement par points | Classement par points |
| Coureur               | Coureur               | Pays                  | Équipe                | Points                |
| --------------------- | --------------------- | --------------------- | --------------------- | --------------------- |
| 1er                   | Baden Cooke           | Australie             | Fdjeux.com            | 156 pts               |
| 2e                    | Robbie McEwen         | Australie             | Lotto-Domo            | 148 pts               |
| 3e                    | Erik Zabel            | Allemagne             | Telekom               | 126 pts               |
| 4e                    | Stuart O'Grady        | Australie             | Crédit Agricole       | 122 pts               |
| 5e                    | Thor Hushovd          | Norvège               | Crédit Agricole       | 120 pts               |

| Classement de la montagne | Classement de la montagne | Classement de la montagne | Classement de la montagne     | Classement de la montagne |
| Coureur                   | Coureur                   | Pays                      | Équipe                        | Points                    |
| ------------------------- | ------------------------- | ------------------------- | ----------------------------- | ------------------------- |
| 1er                       | Richard Virenque          | France                    | Quick Step-Davitamon          | 135 pts                   |
| 2e                        | Jörg Jaksche              | Allemagne                 | ONCE-Eroski                   | 75 pts                    |
| 3e                        | Lance Armstrong           | États-Unis                | US Postal Service-Berry Floor | DQ                        |
| 4e                        | Iván Parra                | Colombie                  | Kelme-Costa Blanca            | 71 pts                    |
| 5e                        | Aitor Garmendia           | Espagne                   | Team Bianchi                  | 62 pts                    |

| Classement de la montagne | Classement de la montagne | Classement de la montagne | Classement de la montagne     | Classement de la montagne |
| Coureur                   | Coureur                   | Pays                      | Équipe                        | Points                    |
| ------------------------- | ------------------------- | ------------------------- | ----------------------------- | ------------------------- |
| 1er                       | Richard Virenque          | France                    | Quick Step-Davitamon          | 135 pts                   |
| 2e                        | Jörg Jaksche              | Allemagne                 | ONCE-Eroski                   | 75 pts                    |
| 3e                        | Lance Armstrong           | États-Unis                | US Postal Service-Berry Floor | DQ                        |
| 4e                        | Iván Parra                | Colombie                  | Kelme-Costa Blanca            | 71 pts                    |
| 5e                        | Aitor Garmendia           | Espagne                   | Team Bianchi                  | 62 pts                    |

| Classement du meilleur jeune | Classement du meilleur jeune | Classement du meilleur jeune | Classement du meilleur jeune | Classement du meilleur jeune |
| Coureur                      | Coureur                      | Pays                         | Équipe                       | Temps                        |
| ---------------------------- | ---------------------------- | ---------------------------- | ---------------------------- | ---------------------------- |
| 1er                          | Denis Menchov                | Russie                       | iBanesto.com                 | 49 h 20 min 22 s             |
| 2e                           | Sylvain Chavanel             | France                       | Brioches La Boulangère       | + 5 min 59 s                 |
| 3e                           | Evgueni Petrov               | Russie                       | iBanesto.com                 | + 9 min 41 s                 |
| 4e                           | Juan Miguel Mercado          | Espagne                      | iBanesto.com                 | + 11 min 46 s                |
| 5e                           | Mikel Astarloza              | Espagne                      | AG2R Prévoyance              | + 12 min 29 s                |

| Classement du meilleur jeune | Classement du meilleur jeune | Classement du meilleur jeune | Classement du meilleur jeune | Classement du meilleur jeune |
| Coureur                      | Coureur                      | Pays                         | Équipe                       | Temps                        |
| ---------------------------- | ---------------------------- | ---------------------------- | ---------------------------- | ---------------------------- |
| 1er                          | Denis Menchov                | Russie                       | iBanesto.com                 | 49 h 20 min 22 s             |
| 2e                           | Sylvain Chavanel             | France                       | Brioches La Boulangère       | + 5 min 59 s                 |
| 3e                           | Evgueni Petrov               | Russie                       | iBanesto.com                 | + 9 min 41 s                 |
| 4e                           | Juan Miguel Mercado          | Espagne                      | iBanesto.com                 | + 11 min 46 s                |
| 5e                           | Mikel Astarloza              | Espagne                      | AG2R Prévoyance              | + 12 min 29 s                |

| Classement par équipes | Classement par équipes          | Classement par équipes | Classement par équipes |
| Équipe                 | Équipe                          | Pays                   | Temps                  |
| ---------------------- | ------------------------------- | ---------------------- | ---------------------- |
| 1re                    | iBanesto.com                    | Espagne                | 145 h 03 min 28 s      |
| 2e                     | CSC                             | Danemark               | + 15 s                 |
| 3e                     | Euskaltel-Euskadi               | Espagne                | + 11 min 24 s          |
| 4e                     | US Postal Service-Berry Floor   | États-Unis             | + 15 min 35 s          |
| 5e                     | Cofidis-Le Crédit par Téléphone | France                 | + 21 min 04 s          |

| Classement par équipes | Classement par équipes          | Classement par équipes | Classement par équipes |
| Équipe                 | Équipe                          | Pays                   | Temps                  |
| ---------------------- | ------------------------------- | ---------------------- | ---------------------- |
| 1re                    | iBanesto.com                    | Espagne                | 145 h 03 min 28 s      |
| 2e                     | CSC                             | Danemark               | + 15 s                 |
| 3e                     | Euskaltel-Euskadi               | Espagne                | + 11 min 24 s          |
| 4e                     | US Postal Service-Berry Floor   | États-Unis             | + 15 min 35 s          |
| 5e                     | Cofidis-Le Crédit par Téléphone | France                 | + 21 min 04 s          |